# NGC 7039
NGC 7039 is een open sterrenhoop in het sterrenbeeld Zwaan. Het hemelobject werd op 19 september 1829 ontdekt door de Britse astronoom John Herschel.

## Synoniemen
- OCL 203